# Pentagonaster pulvinus
Pentagonaster pulvinus är en sjöstjärneart som beskrevs av Alcock 1893. Pentagonaster pulvinus ingår i släktet Pentagonaster och familjen ledsjöstjärnor. Inga underarter finns listade i Catalogue of Life.